# Gnophos benestriata
Gnophos benestriata là một loài bướm đêm trong họ Geometridae.